# Стеблюв (Кендзежинсько-Козельський повіт)
Стеблюв (пол. Steblów) — село в Польщі, у гміні Цисек Кендзежинсько-Козельського повіту Опольського воєводства.
Населення — 288 осіб (2011).
У 1975-1998 роках село належало до Опольського воєводства.

## Демографія
Демографічна структура станом на 31 березня 2011 року:
|          | Загалом | Допрацездатний вік | Працездатний вік | Постпрацездатний вік |
| -------- | ------- | ------------------ | ---------------- | -------------------- |
| Чоловіки | 137     | 32                 | 91               | 14                   |
| Жінки    | 151     | 18                 | 89               | 44                   |
| Разом    | 288     | 50                 | 180              | 58                   |